# Rangjelölő címerek

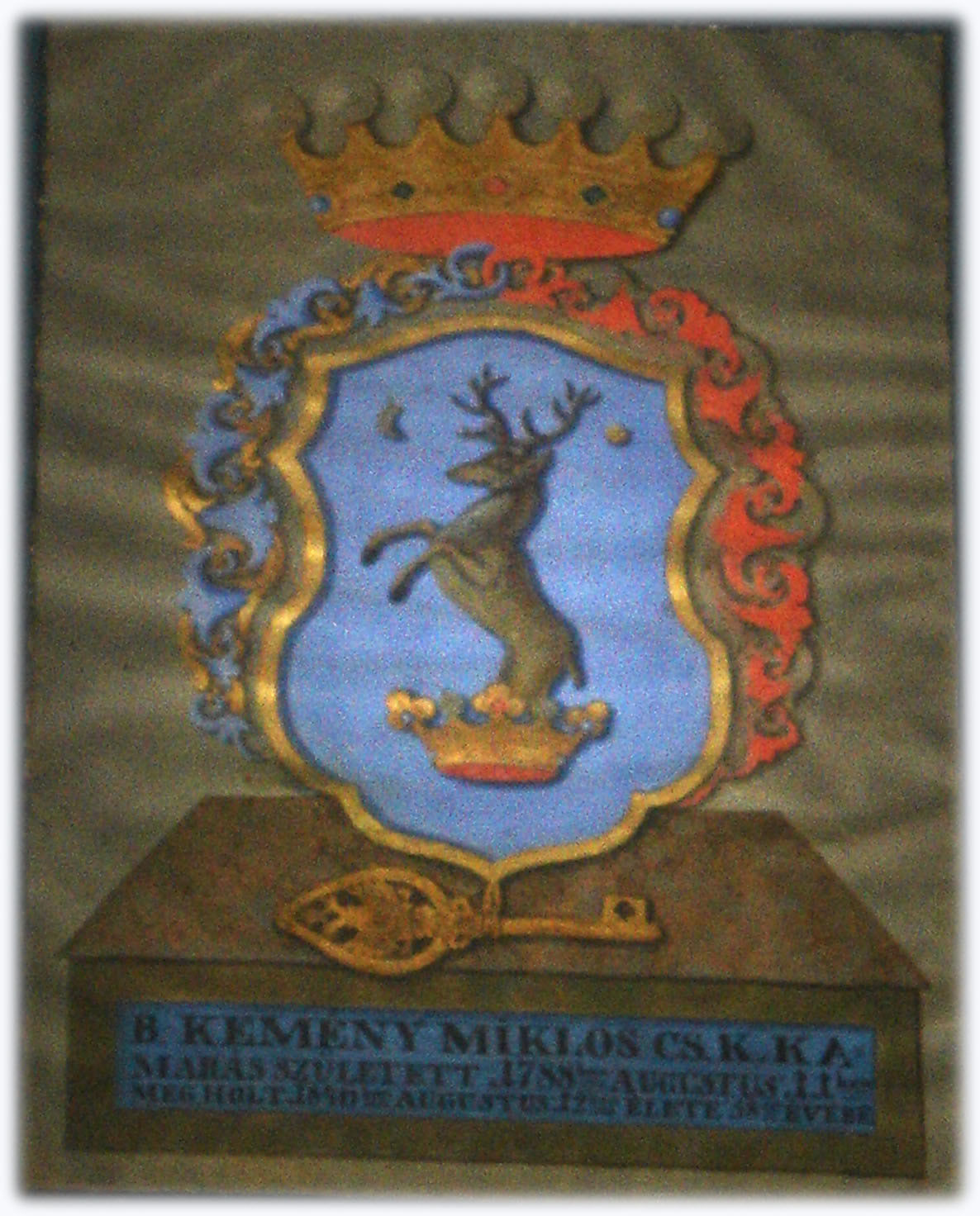
Báró Kemény Miklós halotti címere bárói koronával és kamarási kulccsal

Névváltozatok: méltóságjelvények, méltóságjel

Rövidítések:

A rangjelölő címerek szimbólumokkal mutatják be az adott címerviselő személy vagy intézmény rangját, mely máskülönben rejtve maradna a külső szemlélő számára. Vannak általánosan használt rangjelölő eszközök, mint a rangjelölő koronák, a címersátrak, a bojtok az egyházi heraldikában, melyek általában az egész családi ág vagy intézmény számára közösek és az intézmény vagy a család fennállásának teléjes idejében viselik, azaz öröklődnek; és vannak bizonyos hivatalhoz kötött, személyre szóló hivatali jelképek, mint pl. a kamarási kulcs a kamarások címerében vagy a máltai kereszt a Máltai Lovagrend nagymesterének címerében, a marsallbotok a marsallok, a horgony(ok) az admirálisok címerpajzsa mögött, melyeket általában csak a hivatalviselés idején vagy az egyén haláláig viselnek és nem örökölhetők. A pajzsot gyakran díszítik különféle rendjelekkel és kitüntetésekkel is.
Minden cím és hivatal rangok szerint van besorolva. Ezért a rangjelölő címerek fontos szerepet kaptak a hanyatló heraldikában.